# The Inspiration
The Inspiration (conosciuto anche come The Inspiration: Thug Motivation 102) è il secondo album del rapper Young Jeezy. L'album è stato pubblicato il 12 dicembre 2006, in contemporanea con il singolo I Luv It. Il secondo singolo estratto è stato Bury Me a G, insieme al mixtape I Am the Street Dream. J.E.E.Z.Y. è il terzo singolo estratto, ed alcune scene del video di questo singolo, appaiono nel video del singolo precedente. Il quarto singolo estratto è Go Getta, featuring R. Kelly. Per quest'album Young Jeezy ha scritto 150 canzoni, selezionando poi le migliori 16.

## Tracce
| #  | Titolo                                  | Produttore\i          | Collaboratore\i               | Durata |
| -- | --------------------------------------- | --------------------- | ----------------------------- | ------ |
| 1  | "Hypnotize (Intro)"                     | Shawty Redd           |                               | 3:41   |
| 2  | "Still on It"                           | Midnite Black         |                               | 3:46   |
| 3  | "U Know What It Is"                     | Shawty Redd           |                               | 3:44   |
| 4  | "J.E.E.Z.Y."                            | Shawty Redd           |                               | 3:49   |
| 5  | "I Luv It"                              | DJ Toomp              |                               | 4:00   |
| 6  | "Go Getta"                              | The Runners           | R. Kelly                      | 3:49   |
| 7  | "3 A.M."                                | Timbaland             | Timbaland                     | 3:56   |
| 8  | "The Realest"                           | Drumma Boy            |                               | 4:09   |
| 9  | "Streets on Lock"                       | Cool & Dre            |                               | 3:34   |
| 10 | "Bury Me a G"                           | J.U.S.T.I.C.E. League |                               | 4:43   |
| 11 | "Dreamin'"                              | The Runners           | Keyshia Cole                  | 4:49   |
| 12 | "What You Talkin' Bout"                 | DJ Smurf              |                               | 3:48   |
| 13 | "Keep It Gangsta"                       | Key Pushas            | Slick Pulla and Blood Raw     | 4:36   |
| 14 | "Mr. 17.5"                              | Don Cannon            |                               | 3:30   |
| 15 | "I Got Money"                           | DJ Toomp              | T.I.                          | 3:59   |
| 16 | "The Inspiration (Follow Me)"           | Anthony "Dent"        |                               | 4:25   |
| *  | "National Anthem" (iTunes Bonus track)  | CHOPS                 |                               | 4:05   |
| *  | "I Do This Shit" (Best Buy Bonus track) | Speedy                |                               | 4:13   |
| *  | "Hood Rat" (Best Buy Bonus track)       | DJ Paul & Juicy J     | Three 6 Mafia and Project Pat | 4:27   |